# Ruby Stewart
Ruby Stewart (Los Angeles, 17 de junho de 1987) é uma cantora estadunidense. Filha de Rod Stewart e Kelly Emberg.

## Biografia
Ruby Stewart nasceu em Los Angeles, onde morou até a adolescência. Quarta descendente do casal, é a terceira filha de Rod Stewart.